# NGC 4985
NGC 4985 (również PGC 45522 lub UGC 8218) – galaktyka soczewkowata (S0), znajdująca się w gwiazdozbiorze Psów Gończych. Odkrył ją William Herschel 9 kwietnia 1787 roku. Jest zaliczana do galaktyk Seyferta oraz radiogalaktyk.